# Samtgemeinde Neuenkirchen
Die Samtgemeinde Neuenkirchen ist ein Kommunalverband im Landkreis Osnabrück. Die Samtgemeinde hat etwa 10.400 Einwohner.

## Geschichte
Die Samtgemeinde wurde am 1. Juli 1972 durch das „Osnabrück-Gesetz“ aus den Gemeinden Neuenkirchen, Merzen und Voltlage gegründet.

### Einwohnerentwicklung
Die folgende Übersicht zeigt die Einwohnerzahlen der Samtgemeinde Neuenkirchen im jeweiligen Gebietsstand und jeweils zum 31. Dezember.
Bei den Zahlen handelt es sich um Fortschreibungen des Landesbetriebs für Statistik und Kommunikationstechnologie Niedersachsen auf Basis der Volkszählung vom 25. Mai 1987.
| Jahr | Einwohner |
| ---- | --------- |
| 1987 | 7797      |
| 1990 | 8090      |
| 1995 | 9510      |
| 2000 | 10304     |
| 2005 | 10518     |
| 2010 | 10355     |

|  |

1Ab 2008 enthalten die den Wanderungsdaten zugrunde liegenden Meldungen der Meldebehörden zahlreiche Melderegisterbereinigungen, die infolge der Einführung der persönlichen Steuer-Identifikationsnummer durchgeführt worden sind. Daher sind die Daten nur eingeschränkt aussagekräftig.

## Politik

### Samtgemeinderat

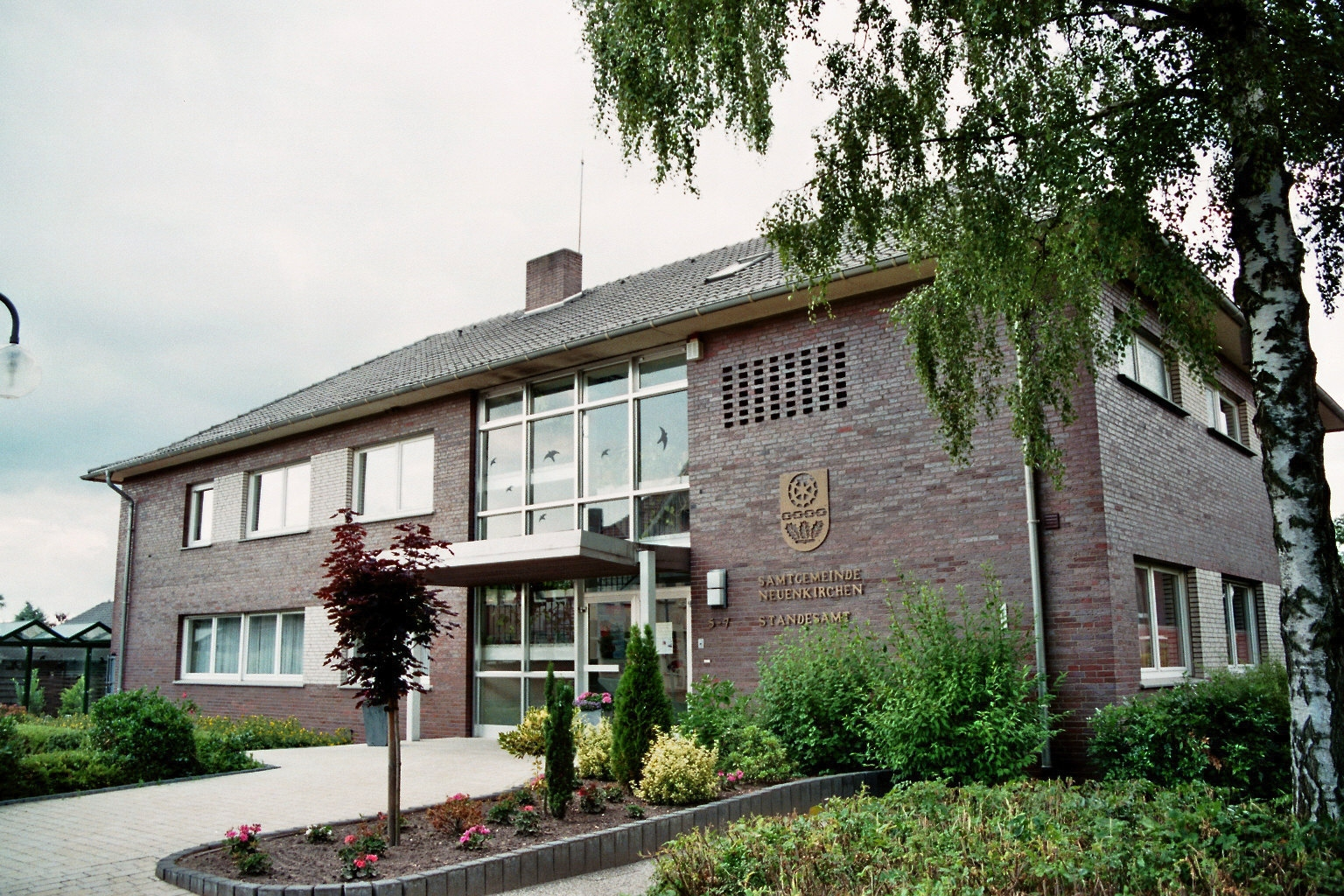
Gebäude der Samtgemeindeverwaltung in Neuenkirchen

Der Samtgemeinderat hat gegenwärtig 26 Mitglieder aus 3 Parteien oder Gruppen. Dies ist die festgelegte Mitgliederanzahl für eine Samtgemeinde mit einer Einwohnerzahl zwischen 10.001 und 11.000 Einwohnern. Die Ratsmitglieder werden durch eine Kommunalwahl für jeweils fünf Jahre gewählt. Hinzu kommt der Samtgemeindebürgermeister als stimmberechtigter Vorsitzender des Rates. Die aktuelle Amtszeit begann am 1. November 2021 und endet am 31. Oktober 2026.
Die folgende Tabelle zeigt die Kommunalwahlergebnisse seit 1996:
| 2021–2026 | 64,8 | 17 | 12,3 | 3 | 12,1 | 3 | 10,9 | 3 | –   | – | 100 | 26 | 65,7 |
| 2016–2021 | 74,4 | 19 | 14,8 | 4 | ?    | 0 | 10,8 | 1 | –   | – | 100 | 26 | 57,7 |
| 2011–2016 | 78,1 | 20 | 12,3 | 3 | –    | – | 9,6  | 3 | –   | – | 100 | 26 | 54,1 |
| 2006–2011 | 85,7 | 22 | 11,1 | 3 | –    | – | 3,2  | 1 | –   | – | 100 | 26 | 52,9 |
| 2001–2006 | 81,4 | 23 | 8,8  | 3 | –    | – | 3,9  | 0 | 5,9 | 1 | 100 | 27 | 59,4 |
| 1996–2001 | 73,2 | 20 | 16,3 | 4 | –    | – | 3,6  | 0 | 6,9 | 1 | 100 | 25 | 73,7 |
| Prozentanteile gerundet. Quellen: Landesbetrieb für Statistik und Kommunikationstechnologie Niedersachsen, Landkreis Osnabrück. Bei unterschiedlichen Angaben in den genannten Quellen wurden die Daten des Landesbetrieb für Statistik und Kommunikationstechnologie verwendet, da diese eine insgesamt höhere Plausibilität aufweisen. |      |    |      |   |      |   |      |   |     |   |     |    |      |

### Samtgemeindebürgermeister
Hauptamtlicher Samtgemeindebürgermeister Christoph Trame (CDU). Bei der letzten Bürgermeisterwahl 2021 wurde er im ersten Wahlgang mit 72,72 Prozent der Stimmen gewählt. Gegenkandidaten waren Daniel Schweer (SPD, 18,31 %) und Peter Grüter (parteilos, 8,97 %).
- 1996–2001 August Mönter (CDU)[11]
- 2006–2014 Martin Brinkmann (CDU)[12]
- 2014–2022 Hildegard Schwertmann-Nicolay (CDU)
- seit 2022 Christoph Trame (CDU)

### Wappen, Flagge und Dienstsiegel
Die Samtgemeinde führt Wappen, Flagge und Dienstsiegel. Das Wappen entwarf 1984 Ulf-Dietrich Korn aus Münster.
Wappenbeschreibung: „In Silber balkenweis eine schwarze Kette, begleitet oben von einem sechs-speichigen, oben ausgebrochenen roten Richtrad, unten von drei grünen, aus einem querliegenden Aststumpf sprießenden Stechpalmenblättern.“
Bedeutung
Die Samtgemeinde Neuenkirchen besteht aus den Mitgliedsgemeinden Merzen, Neuenkirchen und Voltlage. Die namensgebende Mitgliedsgemeinde führt im Volksmund zur Unterscheidung von gleichnamigen Orten den Beinamen „im Hülsen“ nach der dort häufig vorkommenden Stechpalme („Hülse“). – Als Zeichen für die aus drei Mitgliedsgemeinden bestehende Samtgemeinde wurden ihrem Wappen drei Stechpalmenblätter entnommen, wobei die aus einem Ast sprießenden Blätter das Zusammenwachsen der Teile zu einer neuen größeren Einheit symbolisieren.
Die Kette stammt aus dem Wappen der Gemeinde Merzen. An sie knüpft sich die Sage, dass zwei auf wunderbare Weise aus türkischer Gefangenschaft errettete Einwohner des Ortes ihre Ketten an einer Eiche nahe der Kirche gehängt hätten.
 Das Richtrad ist das traditionelle Attribut der hl. Katharina. Sie ist die Kirchenpatronin der Gemeinde Voltlage; das zerbrochene Rad steht neben drei Ähren im Wappen der Gemeinde. Zugleich kann das rote sechsspeichige Rad anzeigen, dass die Samtgemeinde im ehemaligen Hochstift Osnabrück liegt, dessen Wappen in silber ein rotes Rad war.
Die Farben Schwarz und Grün sind den Wappen der Teilgemeinden entnommen; Schwarz ist u. a. die Farbe des Rades im Wappen der Gemeinde Voltlage und des Landkreises Osnabrück. Das Grün der Ilexblätter weist auch auf den landwirtschaftlich bestimmten Charakter der Samtgemeinde hin.

### Städtepartnerschaften
Seit August 2006 ist die polnische Kleinstadt Jeziorany Partnergemeinde der Samtgemeinde.

## Verkehr
Die Bundesstraße 218 streift das Gebiet im Norden und durchquert den Ort Merzen.

### Busverkehr
Für alle Gemeinden gibt es im Stundentakt eine Anbindung an die Buslinie 610 der Verkehrsgemeinschaft Osnabrück von Osnabrück nach Fürstenau.